# 國機資產管理
國機資產管理公司（简称國機資產管理），國機集團旗下公司，总部位于中国北京市，是在1997年成立，提供资金管理和金融服务的非银行金融机构。
其主要業務提供管理运营剥离资产、非核心资产，托管困难企业，处置不良资产，有效促进资产流转和资本流动等。現任董事长劉祖晴，總經理张弘。
旗下企業及參股企業包括：中国机械对外经济技术合作总公司、机翔房地产开发公司、中机机械基础件成套技术有限公司、江苏华隆兴进出口公司、上海华隆进出口公司、厦门华隆进出口公司、华隆（香港）有限公司、万向钱潮股份有限公司、福建龙溪轴承（集团）股份有限公司等。